# Vracovice (okres Znojmo)
Obec Vracovice (německy Edenthurn) se nachází v okrese Znojmo v Jihomoravském kraji. Vesnice leží u silnice II/398 Znojmo – Vranov nad Dyjí. Žije zde 194 obyvatel.

## Historie
První písemná zmínka o obci pochází z listiny krále Jana Lucemburského z roku 1323, v níž si s panem Jindřichem z Lipé vyměnil vranovské statky za tachovské. V období mezi 15. a 17. stoletím patřila obec k vranovskému panství. Poté připadla do majetku Nového Hrádku. Roku 1761 byla postavena kaple svatého Michala, k níž v roce 1802 přibyla sakristie. Před první světovou válkou byly Vracovice ryze zemědělskou obcí. Fungoval zde i lihovar.

## Pamětihodnosti
- Boží muka
- Zámeček Vracovice
- Výklenková kaplička – poklona
- Silniční most
- Kaple sv. Michala

## Galerie

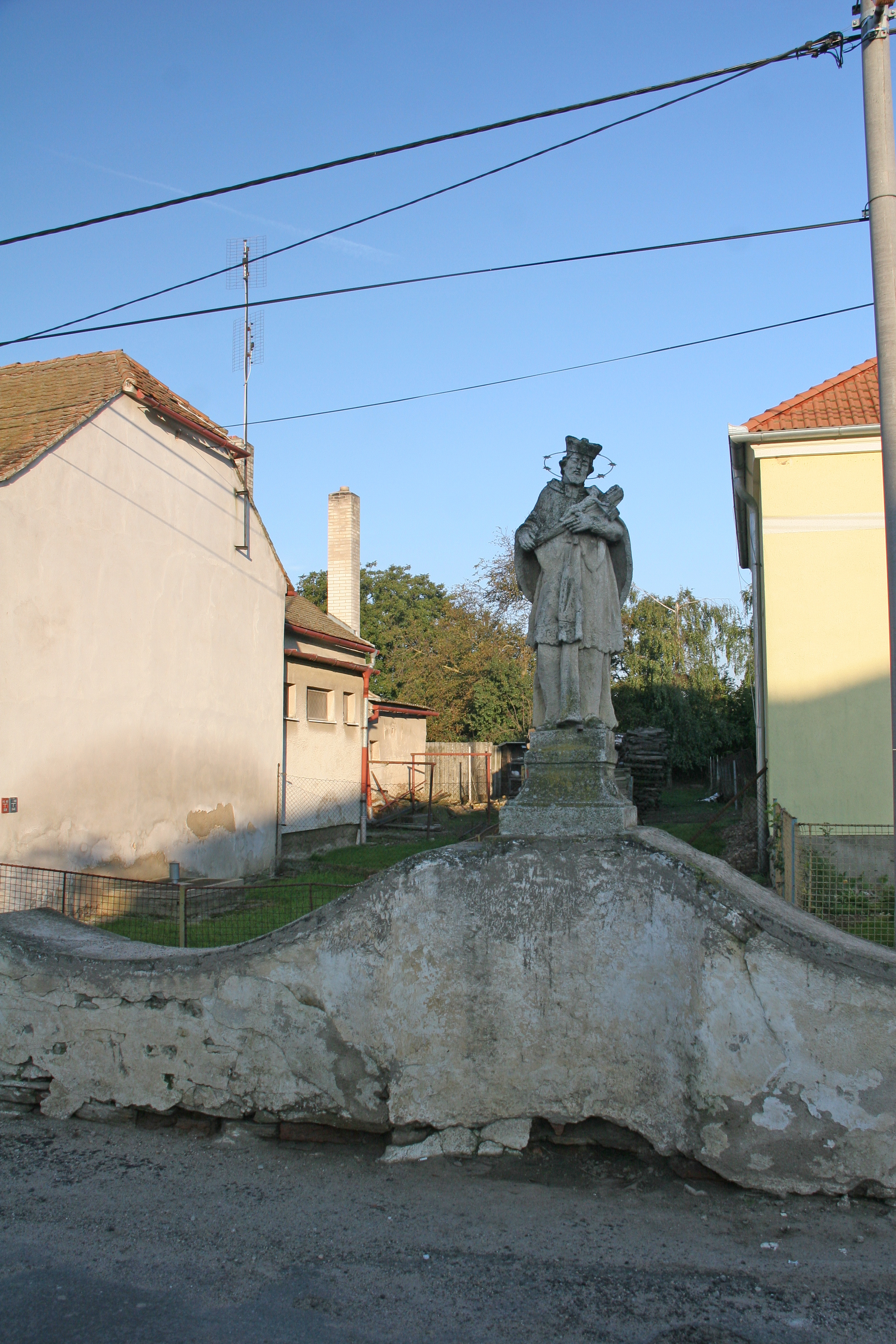
Barokní můstek se sochou sv. Jana Nepomuckého
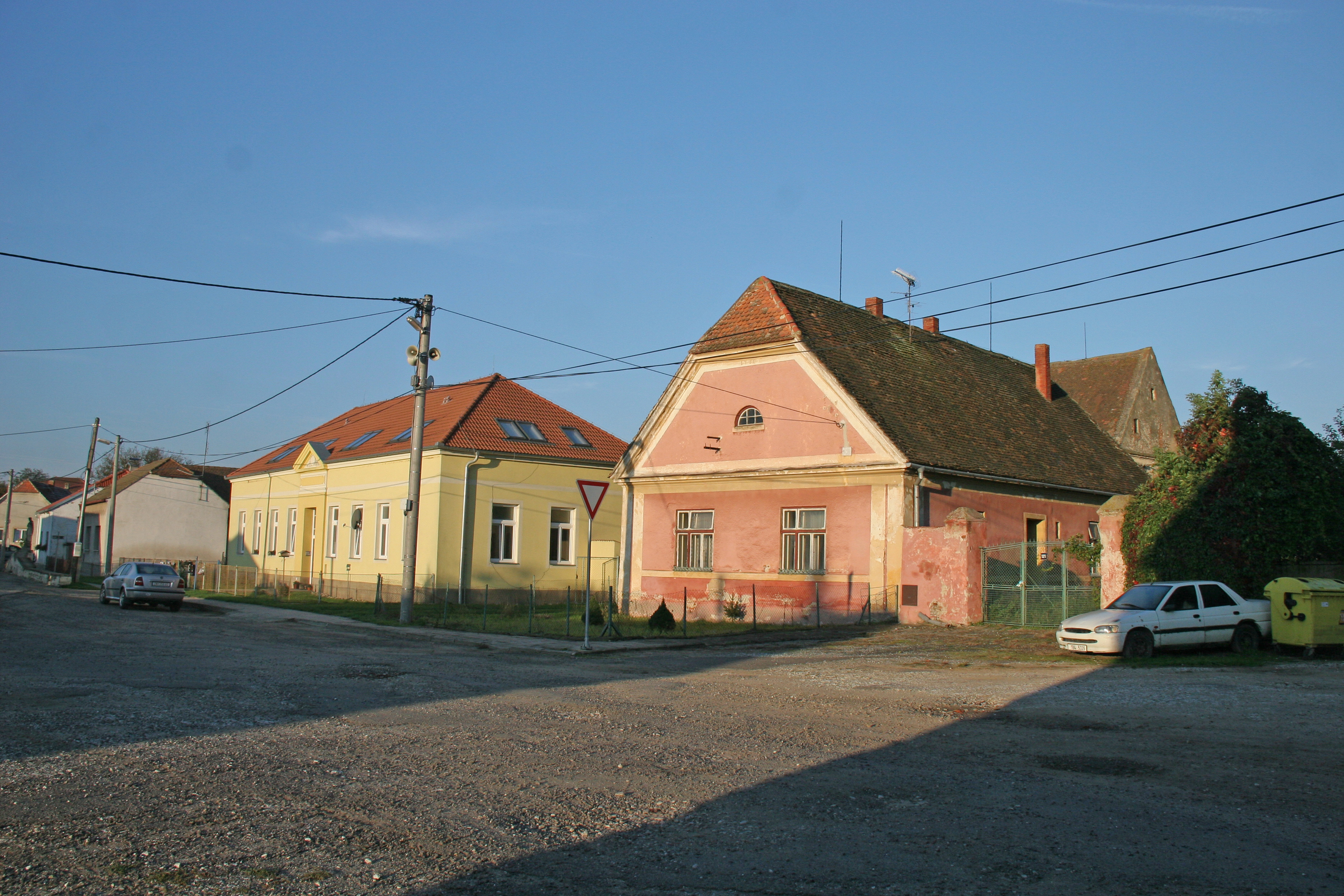
Zástavba v centru
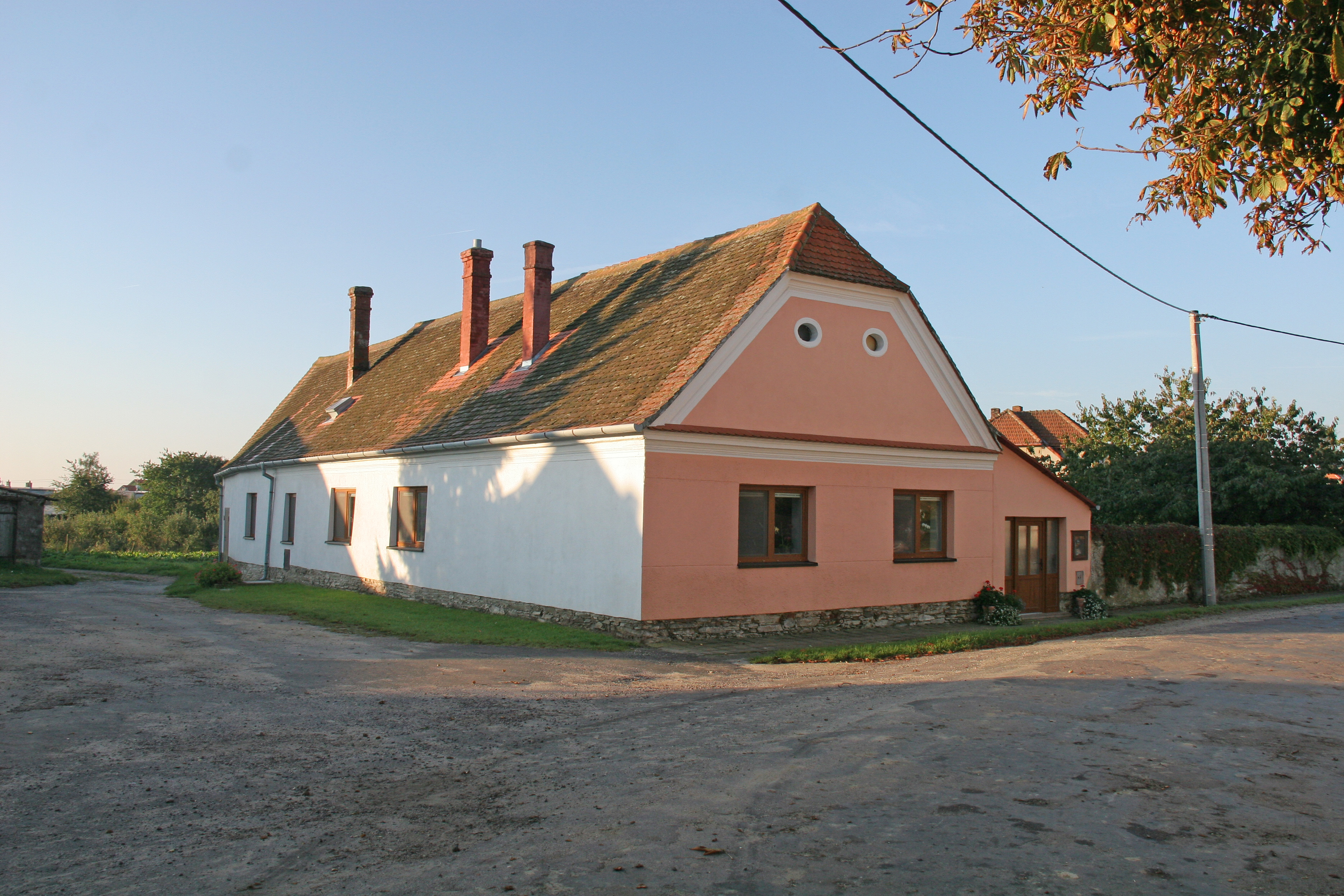
Dům č. p. 85
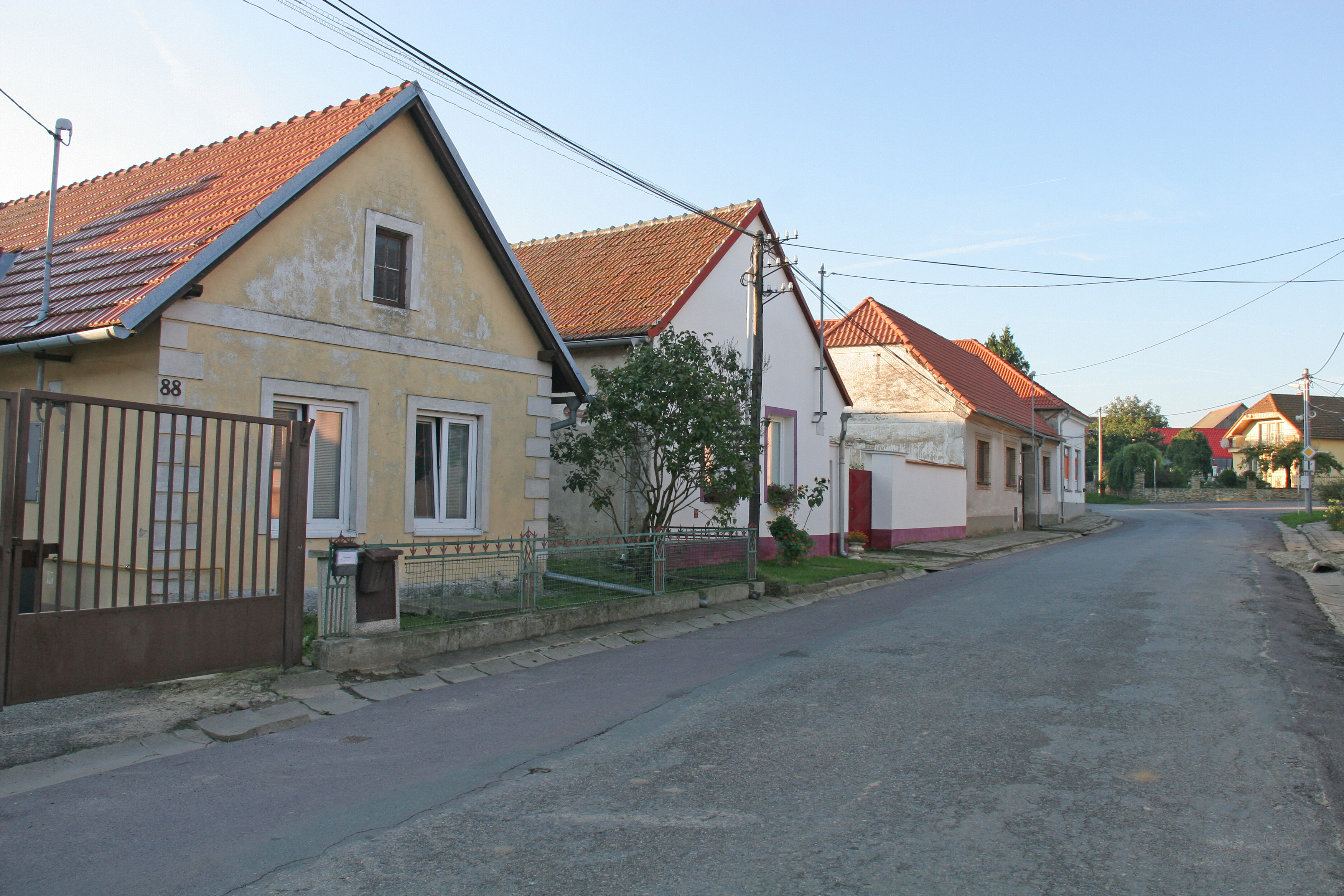
Dům č. p. 88